# Tovomita stergiosii
Tovomita stergiosii är en tvåhjärtbladig växtart som beskrevs av Cuello. Tovomita stergiosii ingår i släktet Tovomita och familjen Clusiaceae. Inga underarter finns listade i Catalogue of Life.